# Before the Summer Crowds
Before the Summer Crowds (título original: Qabl Zahmet El Seif) é um filme dramático egípcio dirigida por Mohamed Khan e estreado em 2016. Protagonizado por Maged o Kedwany, Hana Sheha, Ahmed Dawood, Lana Mushtaq e Hany El Metennawy, o filme foi estreado na edição número 12 do Festival Internacional de Cinema de Dubai no ano 2015 e no ano 2016 a nível internacional. Foi seleccionado para representar o Egipto na quinta edição do Festival de Cinema Luxor African em março de 2016, antes de ser exibido comercialmente em cinemas do Egipto, Iraque, Tunísia e dos Emirados Árabes no mês de maio.

## Sinopsis
O filme segue um grupo de pessoas que se reúnem num balneário na costa norte de Egipto. Descrita como "uma sátira irónica da egocêntrica classe média que ocupa a primeira linha no Egipto" por Screen Daily, segue o doutor Yehia (Maged el Kedwany) e sua esposa Magda (Lana Mushtaq) à medida que chegam ao balneário. Cedo unir-se-lhes-á Hala (Hana Sheha), uma "mãe necessitada, negligente e recentemente divorciada", que rapidamente atrai a atenção tanto do doutor Yehia como de Goma'a (Ahmed Dawood), o encarregado do centro de férias. Ao longo da semana, cada uma de suas frustrações individuais chega a um ponto crítico e "as férias ao verão que todos esperavam se convertem em outro palco para as mesmas frustrações". Em conclusão, o filme narra as histórias de vizinhos acidentais e viajantes frustrados.

## Elenco
- Maged el Kedwany — Dr. Yehia
- Hana Shiha — Hala
- Ahmed Dawood — Goma'a
- Hany El Metennawy — Hisham
- Raghda Saeed — Mulher no mercado
- Hasan Abu Al Rous — Homem no mercado
- Seif Niaz — Tarek
- Niwana Gamal Affi — Malak
- Hannah Gretton — Turista na praia
- Tristan Thomas — Turista na praia
- Mohamed al Araby — Vendedor
- Eshta — Awad

## Recepção
O filme tem recebido geralmente críticas positivas. Fionnuala Halligan de Screen Daily referiu-se ao filme da seguinte maneira: "O último filme de Khan, Factory Girl (2011), foi considerado como uma decepção crítica, mas obteve uma boa pontuação em todo o Médio Oriente. Before the Summer Crowds provavelmente terá uma melhor sorte... Khan conserva a história ligeira, não é uma sátira escura e sobrecarregada".